# Richard Edmund Pates
Richard Edmund Pates (* 12. Februar 1943 in Saint Paul, Minnesota) ist ein US-amerikanischer Geistlicher und emeritierter römisch-katholischer Bischof von Des Moines.

## Leben
Richard Edmund Pates besuchte das Päpstliche Nordamerika-Kolleg in Rom. Am 20. Dezember 1968 wurde er von Bischof Francis Frederick Reh im Petersdom in Rom zum Priester des Erzbistums Saint Paul and Minneapolis geweiht. 1969 erhielt er von der Gregorianischen Universität das Lizenziat in Theologie. 1979 wurde er zum Päpstlichen Ehrenkaplan (Monsignore) ernannt. Als Priester war er unter anderem als stellvertretender Pfarrer an der Church of the Blessed Sacrament, St. Paul, Sekretär des Erzbischofs, Mitglied der Apostolischen Nuntiatur in Washington, D.C., als Direktor des St. John Vianney Seminars sowie als Seelsorger an der Unserer Lieben Frau vom Frieden in Minneapolis. 1998 wurde er Gründungspfarrer an der St. Ambrosius-Kirche in Woodbury, Minnesota.
Am 22. Dezember 2000 berief Papst Johannes Paul II. ihn zum Weihbischof in Saint Paul and Minneapolis und Titularbischof von Suacia. Die Bischofsweihe spendete ihm der Erzbischof von Saint Paul and Minneapolis, Harry J. Flynn, am 26. März des Folgejahres. Mitkonsekratoren waren Altbischof John Robert Roach und Weihbischof Frederick Francis Campbell.
Zum Weltjugendtag 2005 in Köln begrüßte Karl Kardinal Lehmann ihn namentlich beim Fernsehgottesdienst in Nieder-Olm.
Papst Benedikt XVI. berief ihn am 10. April 2008 zum Bischof von Des Moines. Am 29. Mai desselben Jahres wurde er in das Amt eingeführt. Am 18. Juli 2019 nahm Papst Franziskus das von Richard Edmund Pates aus Altersgründen vorgebrachte Rücktrittsgesuch an. Von 27. Dezember 2019 bis 29. September 2020 war Pates Apostolischer Administrator von Joliet in Illinois und von 13. April bis 6. Dezember 2021 von Crookston sowie vom 4. April bis 18. Oktober 2023 des Erzbistums Dubuque.